# 明工社
株式会社明工社（めいこうしゃ）は、東京都練馬区（会社登記は千代田区神田神保町）に本社をおく日本の電気配線器具メーカーである。
コンセント、テーブルタップ、OAタップなどの配線器具を製造、販売する。社章は丸にMの字のマークと、MKSのロゴを用いたものであるが、製品に刻印されるブランドロゴは MEIKōSHA の表記である。

## 沿革
- 1932年（昭和7年）10月 - 前身となる紙器印刷業、川村紙器工業所を東京都目黒区に創設。
- 1941年（昭和16年）4月 - 興亜紙器印刷所に改称。
- 1943年（昭和18年）7月 - 興亜精機製作所を設立し、工業機械発電機部品の製造を開始。
- 1945年（昭和20年）10月 - 興亜紙器印刷所と興亜精機製作所を統合し、明工社へ改称。配線器具電機部品専業となる。
- 1954年（昭和27年）
  - 4月 - 株式会社明工社に組織変更
  - 11月 - 配電盤、分電盤、自動制御盤等の製造販売を開始。
- 1959年（昭和34年）3月 - 販売部門を分離し、明工商事株式会社を設立。
- 1961年（昭和36年）9月 - 盤製造・販売部門を分離し、明工産業株式会社を設立。
- 1969年（昭和44年）7月 - 配線器具製造部門の拡大のため、株式会社福島明工社を設立。
- 1996年（平成8年）5月 - 本社および工場をそれぞれ移転。（本社：東京都練馬区貫井4-46-8, 工場：神奈川県川崎市中原区）